# Zvěrkovice
Zvěrkovice (dříve též Zwyerkouciz, Swierkowitz, Zwyerkowicz, Zierkowicz, Zwierkowicze, Zbierkowicze, Zwerkowicz, Czerkowitz, Zerkowitz, Zdiarkowitz, Zerkovice) jsou obcí v okrese Třebíč v jihovýchodní části Kraje Vysočina, ležící asi 18 km jižně od města Třebíče. Žije zde 222 obyvatel. Obec patří do správního obvodu obce s rozšířenou působností Moravské Budějovice.
Sousedními obcemi sídla jsou Blížkovice, Hostim, Blanné, Moravské Budějovice, Jaroměřice nad Rokytnou a Blatnice.

## Historie
První záznamy o obci jsou již z první poloviny 14. století. Před třicetiletou válkou bylo v obci 26 usedlostí. V roce 1439 byl majitelem vesnice Artleb ze Zvěrkovic, roku 1490 vlastnil část vesnice Jan z Jevišovic, který v témže roce prodal tuto část Miškovi z Přeskač, v roce 1412 byl majitelem vesnice Jindřich z Přeskač. V roce 1446 zakoupil vesnici Zikmund ze Zvěrkovic. Následně část vesnice získal Zdeněk Bítovský, jeho potomci v roce 1563 prodali část vesnice, zámek a Hostim Václavu Hodickému z Hodic. Druhou část vesnice vlastnili Arnošt a Smil Zahrádečtí, tu s tvrzí a Rácovicemi prodali v roce 1589 Mandaleně Miškové ze Žlunic. V roce 1591 již byla součástí hostimského panství, v roce 1660 však byly Zvěrkovice odprodány z panství Zikmundovi Kořenskému z Terešova, ale později se vrátili zpět do majetku hostimských pánů.
V roce 1665 získal hostimské panství Ludvík Raduit de Souches, v roce 1721 pak od rodiny Raduit de Souches zakoupil panství Hostim a Boskovštejn Konstantin Josef z Gaterburgu, roku 1789 zakoupil panství hrabě Antonín Meraviglia. Meravigliové pak prodali statek ve vsi v roce 1858 Karlovi z Lichtenštejna a v roce 1908 jej zakoupili Trauttmansdorfové.
V roce 1886 byla ve vsi založena škola, ta byla pak roku 1977 zrušena. Roku 1887 ve vsi vznikl čtenářský spolek, roku 1897 byl ve vsi založen sbor dobrovolných hasičů, v roce 1900 byl založen odbor Národní jednoty pro jihozápadní Moravu, v roce 1908 Omladina a roku 1924 Domovina. V roce 1929 byla vesnice elektrifikována.
Po skončení druhé světové války bylo ve vsi postaveno 20 rodinných domů a jeden bytový dům. V roce 1950 bylo ve vsi založeno JZD, to se ovšem téměř záhy rozpadlo a až v roce 1953 převzal zemědělskou půdu statek v Jaroměřicích nad Rokytnou.
V roce 2010 obdržela obec právo užívat znak a prapor obce. V roce 2020 bylo oznámeno, že obecní úřad bude dotovat obchod v obci.
Do roku 1849 patřily Zvěrkovice do hostimského panství, od roku 1850 patřily do okresu Znojmo, pak od roku 1896 do okresu Moravské Budějovice a od roku 1960 do okresu Třebíč. Mezi lety 1980 a 1991 patřily Zvěrkovice pod Moravské Budějovice.
Obec Zvěrkovice v roce 2008 obdržela ocenění bílá stuha za činnost mládeže v soutěži Vesnice Vysočiny.
| Rok            | 1869 | 1880 | 1890 | 1900 | 1910 | 1921 | 1930 | 1950 | 1961 | 1970 | 1980 | 1991 | 2001 |
| Počet obyvatel | 281  | 297  | 278  | 281  | 266  | 313  | 291  | 258  | 304  | 275  | 266  | 216  | 222  |

## Politika

### Místní zastupitelstvo
Do roku 2014 působila jako starostka obce Věra Bartuňková, od roku 2014 vykonává funkci starosty Štěpán Bartuněk.

### Volby do Poslanecké sněmovny
|       | 2006                | 2010                | 2013                | 2017                | 2021                |
| ----- | ------------------- | ------------------- | ------------------- | ------------------- | ------------------- |
| 1.    | KSČM (26,19 %)      | KSČM (29,62 %)      | KSČM (26,71 %)      | ANO (28,67 %)       | ANO (38,46 %)       |
| 2.    | ČSSD (22,22 %)      | ČSSD (18,51 %)      | KDU-ČSL (15,26 %)   | KSČM (15,44 %)      | SPOLU (16,23 %)     |
| 3.    | KDU-ČSL (22,22 %)   | KDU-ČSL (13,33 %)   | ANO 2011 (13,74 %)  | KDU-ČSL (14,7 %)    | SPD (15,38 %)       |
| účast | 72,57 % (127 z 175) | 72,58 % (135 z 186) | 68,59 % (131 z 191) | 69,54 % (137 z 197) | 68,00 % (119 z 175) |

### Volby do krajského zastupitelstva
|      | 1.                    | 2.                 | 3.                      | účast               |
| ---- | --------------------- | ------------------ | ----------------------- | ------------------- |
| 2000 | 4KOALICE (38,27 %)    | KSČM (28,39 %)     | ODS (17,28 %)           | 50,61 % (83 z 164)  |
| 2004 | KDU-ČSL (27,5 %)      | ODS (25 %)         | KSČM (22,5 %)           | 46,24 % (80 z 173)  |
| 2008 | ČSSD (37,73 %)        | KSČM (27,35 %)     | KDU-ČSL (14,15 %)       | 56,68 % (106 z 187) |
| 2012 | KSČM (32,29 %)        | TOP+STAN (29,16 %) | ČSSD (15,62 %)          | 55,56 % (105 z 189) |
| 2016 | STAN+SNK ED (20,38 %) | KDU-ČSL (17,47 %)  | ČSSD (12,62 %)          | 51,5 % (103 z 200)  |
| 2020 | ANO (31,66 %)         | KDU-ČSL (13,33 %)  | Piráti (13,33 %)        | 36,87 % (66 z 179)  |
| 2024 | ANO (43,58 %)         | KDU-ČSL (15,38 %)  | ODS+TOP 09+STO (8,97 %) | 45,2 % (80 z 177)   |

### Prezidentské volby
V prvním kole prezidentských voleb v roce 2013 první místo obsadil Miloš Zeman (42 hlasů), druhé místo obsadil Jan Fischer (26 hlasů) a třetí místo obsadil Karel Schwarzenberg (23 hlasů). Volební účast byla 64,02 %, tj. 121 ze 189 oprávněných voličů. V druhém kole prezidentských voleb v roce 2013 první místo obsadil Miloš Zeman (79 hlasů) a druhé místo obsadil Karel Schwarzenberg (55 hlasů). Volební účast byla 70,90 %, tj. 134 ze 189 oprávněných voličů.
V prvním kole prezidentských voleb v roce 2018 první místo obsadil Miloš Zeman (71 hlasů), druhé místo obsadil Jiří Drahoš (32 hlasů) a třetí místo obsadil Marek Hilšer (10 hlasů). Volební účast byla 66,15 %, tj. 129 ze 195 oprávněných voličů. V druhém kole prezidentských voleb v roce 2018 první místo obsadil Miloš Zeman (89 hlasů) a druhé místo obsadil Jiří Drahoš (55 hlasů). Volební účast byla 73,85 %, tj. 144 ze 195 oprávněných voličů.
V prvním kole prezidentských voleb v roce 2023 první místo obsadil Andrej Babiš (68 hlasů), druhé místo obsadila Danuše Nerudová (21 hlasů) a třetí místo obsadil Petr Pavel (17 hlasů). Volební účast byla 76,44 %, tj. 132 ze 174 oprávněných voličů. V druhém kole prezidentských voleb v roce 2023 první místo obsadil Andrej Babiš (80 hlasů) a druhé místo obsadil Petr Pavel (47 hlasů). Volební účast byla 74,27 %, tj. 127 ze 171 oprávněných voličů.

## Zajímavosti a pamětihodnosti
- Zvonička z roku 1854, opravena v roce 1990[27]
- Kaple Anděla strážného z roku 1902[27]
- Kaplička svaté Trojice[27]
- Kaplička Svaté Anny[27]
- Kaplička svatého Cyrila z roku 1867[27]
- Pomník padlým z roku 1928[27]

## Osobnosti
- František Chmela (1887–1968), voják a spisovatel